# Nikki Williams
Nikki Williams (sinh ngày 9 tháng 11 năm 1988) là một ca sĩ kiêm nhạc sĩ người Nam Phi.

## Cuộc đời
Williams sinh ra và lớn lên ở Port Elizabeth, Nam Phi. Cô có hai chị gái sống ở Nam Phi và một em gái, Jade Williams, người đã chuyển đến Hoa Kỳ cùng với mẹ và cô, Mandy Morgan (trước đây là Williams) khi Nikki 16 tuổi. Họ sống ở Los Angeles trong 7 tháng và sau đó chuyển đến Nashville TN. Vài năm sau, Nikki chuyển đến Los Angeles, cô gặp Breyon Prescott và ký hợp đồng với hãng Chameleon Entertainment / Island Def Jam.

## Sự nghiệp
Các sáng tác của cô bao gồm "Like My Mother Does" được biểu diễn bởi Lauren Alaina, "Fly Again" được biểu diễn bởi Williams, "Heart Attack" được biểu diễn bởi Demi Lovato, "You Don't Get 2 Do That" được biểu diễn bởi Nash Overstreet, "Brand New Man" và "Magnetic", "girlz" được biểu diễn bởi L2M và "Make Up (Feat. Mandy Barnett)" được biểu diễn bởi Ronnie Milsap.
Đĩa đơn đầu tay của cô "Kill, Fuck, Marry", được sản xuất bởi Stargate và được đồng sáng tác bởi Sia Furler, được phát hành vào ngày 19 tháng 11 năm 2012.
Đĩa đơn thứ hai của cô "Glowing" được phát hành vào ngày 4 tháng 12 năm 2012. Bài hát được viết bởi Williams, Arnthor Birgisson, Daniel James, Leah Haywood, Bebe Rexha và Sandy Vee, và được sản xuất bởi Vee. Nó ra mắt ở vị trí 48 trên bảng xếp hạng Billboard Hot Dance Club Songs  sau đó đạt vị trí thứ 3. Nó cũng vươn tới vị trí thứ 21 trên bảng xếp hạng Billboard Pop Songs, và vị trí số 1 trên bảng xếp hạng Billboard Bubbling Under Hot 100.

## Đời tư
Cô kết hôn với con trai của Nicolas Cage có tên là Weston vào ngày 24 tháng 4 năm 2011 tại New Orleans. Cage đã đệ đơn xin ly hôn vào tháng 10 năm 2011, được hoàn thành vào tháng 6 năm 2013.

## Sản phẩm âm nhạc
- "Kill, Fuck, Marry" (2012)
- "Glowing" (2012)